# El Factor
El Factor é um município da República Dominicana pertencente à província de María Trinidad Sánchez. É a cidade natal de Leopoldo Minaya, um aclamado poeta latino-americano.
Sua população estimada em 2012 era de 20 148 habitantes.